# Miguel Mateo Salcedo
Miguel Mateo Salcedo conocido en los carteles como Miguelín (Abarán, Murcia, 19 de marzo de 1939 - San Roque, Cádiz, 21 de julio de 2003), fue un torero español. Durante su carrera, que transcurrió durante la década de los 60 y los 70, salió por la puerta grande de Las Ventas en dos ocasiones. 

## Biografía
Hijo del banderillero Chicuelito de Málaga, su familia se trasladó a Algeciras cuando era niño.
Su carrera comenzó con su debut con picadores en La Perseverancia de Algeciras el 10 de abril de 1955. Fue presentado como novillero el 31 de marzo de 1957 en la Plaza de toros de Las Ventas de Madrid. 
Tomó la alternativa en Murcia el 9 de septiembre de 1958, de manos de Luis Miguel Dominguín y César Girón, con el toro Plateresco de Francisco Galache, cortando esa tarde 4 orejas, 2 rabos y 1 pata. De esta época data la peña taurina Miguelín, que aún hoy cuenta con gran número de socios. Confirmó la alternativa en Las Ventas el 24 de abril de 1960 de manos de Gregorio Sánchez y Antonio Cobos con el toro Tajadoso de Juan Cobaleda. El 18 de mayo de 1968, durante una corrida de El Cordobés, protagonizó un escándalo cuando saltó al ruedo de Las Ventas para, acercándose al toro, demostrar que era demasiado manso para ser lidiado, imponiéndosele la correspondiente multa. Fue apoderado por los hermanos Domingo y Pepe Dominguín.
El 4 de julio de 1968 salió por a puerta grande de Las Ventas, cortando seis orejas por un percance sufrido por Miguel Márquez. Ese año participó en la corrida inaugural de la plaza de toros de Algeciras. En el momento de mayor popularidad protagonizó junto a Carmen Sevilla la película El Relicario (1970). Repitió éxito en Las Ventas saliendo a hombros por segunda vez el 20 de mayo de 1971.
Tuvo una trayectoria muy irregular en cuanto al número de corridas que realizaba, de 14 en 1959 a 64 en 1969. Es considerado uno de los toreros más completos de su tiempo al desarrollar con notable destreza en la lídia tanto el torero como las banderillas y actuando como acompañante. Se considera que era capaz tanto de ser heterodoxo, como de comportarse como torero clásico, ajustándose a los cánones. Se retiró de los ruedos en 1973 durante unos años debido a una lesión producida al caer de un caballo. Tras su recuperación retomó su carrera como torero, y se retiró definitivamente el 30 de septiembre de 1979 en Granada.
Fue nombrado hijo adoptivo de la ciudad de Algeciras en 2001. Falleció el 21 de julio de 2003 tras una larga enfermedad. De 2004 data la estatua en la puerta de la plaza de toros de Las Palomas de Algeciras.

## Filmografía
- Il momento de la veritá (1965) película taurina de Francesco Rosi.
- El relicario (1970) de Rafael Gil.